# 메르세데스 람브레
메르세데스 로드리게스 람브레(스페인어: Mercedes Rodríguez Lambre, 1992년 10월 5일 ~ )는 아르헨티나의 배우, 가수, 모델이다.